# Antun Šoljan
Antun Šoljan (ur. 1 grudnia 1932 w Belgradzie, zm. 12 lipca 1993 w Zagrzebiu) – pisarz chorwacki, tłumacz, krytyk literacki.
W Zagrzebiu studiował anglistykę i romanistykę. Pisał poezję, prozę, dramaty i eseje, zajmował się też literaturą jako redaktor, autor antologii; tłumaczył ponadto z angielskiego, niemieckiego i rosyjskiego. Pracował w redakcjach wielu czasopism, m.in. Međutim, Krugovi oraz Književnik. Jego pierwszy tomik poezji "Na rubu svijeta" został wydany w 1956 roku. Za jego najważniejsze dzieło uchodzi powieść "Kratki izlet" z 1965 roku. Był jednym z najważniejszych przedstawicieli tzw. generacji krugovaša, skupionych wokół czasopisma "Krugovi". Należał także do autorów uprawiających tzw. jeans prozę. Inspirował się między innymi egzystencjalizmem, prowadził dialog zarówno z chorwacką, jak i światową tradycją literacką.
W przekładzie na język polski ukazały się dwie powieści Šoljana: Zdrajcy (Izdajice, 1961), w przekładzie Bożeny Nowak, Warszawa 1972, oraz Port (Luka, 1974) w przekładzie Marii Krukowskiej, Warszawa 1981.

## Twórczość
- Na rubu svijeta, 1956 (wiersze)
- Bacač kamena, 1985 (opowiadania)
- Zdrajcy (Izdajice), 1961
- Kratki izlet, 1965
- Port (Luka), 1974
- Drugi ljudi na mjesecu, 1978